# Křížová cesta (Přepychy)
Křížová cesta v Přepychách na Rychnovsku se nachází přibližně 1 kilometr jihovýchodně od centra obce v Dřízenském údolí.

## Historie
Křížová cesta byla postavena v zalesněném údolí Dřízna, ve kterém se dostává na povrch spodní voda. Vyvěrá tu pramen tvořící studánku, z té pak odtéká potůček a zásobuje rybník u přepyšského kostela svatého Prokopa.
V roce 1889 byla farníky z popudu tehdejšího kaplana v Přepychách Aloise Mádra postavena poblíž pramene kaple Panny Marie, kterou doplnila zastavení křížové cesty – čtrnáct výklenkových kapliček s nikou postavených v kruhu a kaple Božího hrobu poblíž studánky.

## Fotografie

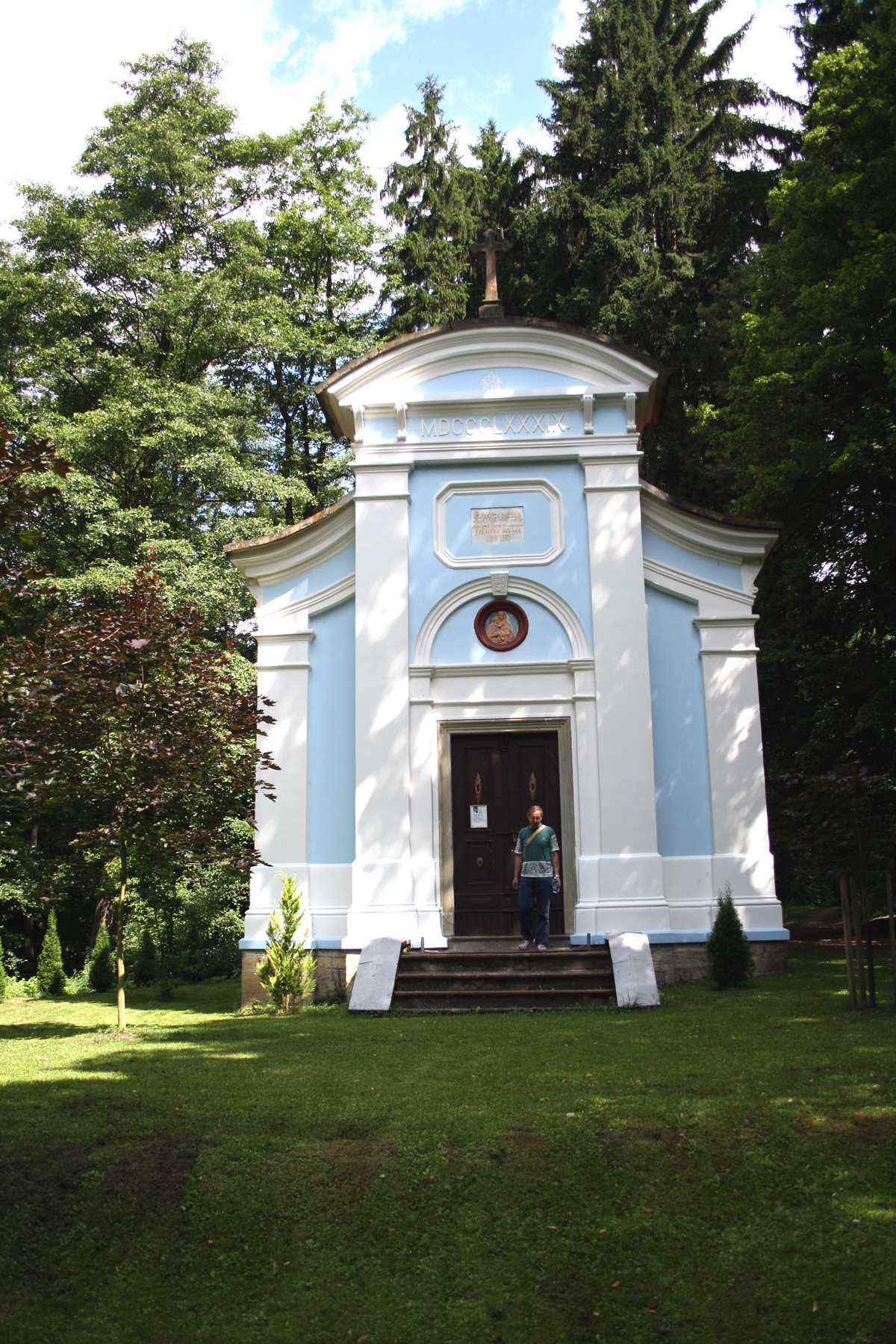
Kaple Panny Marie
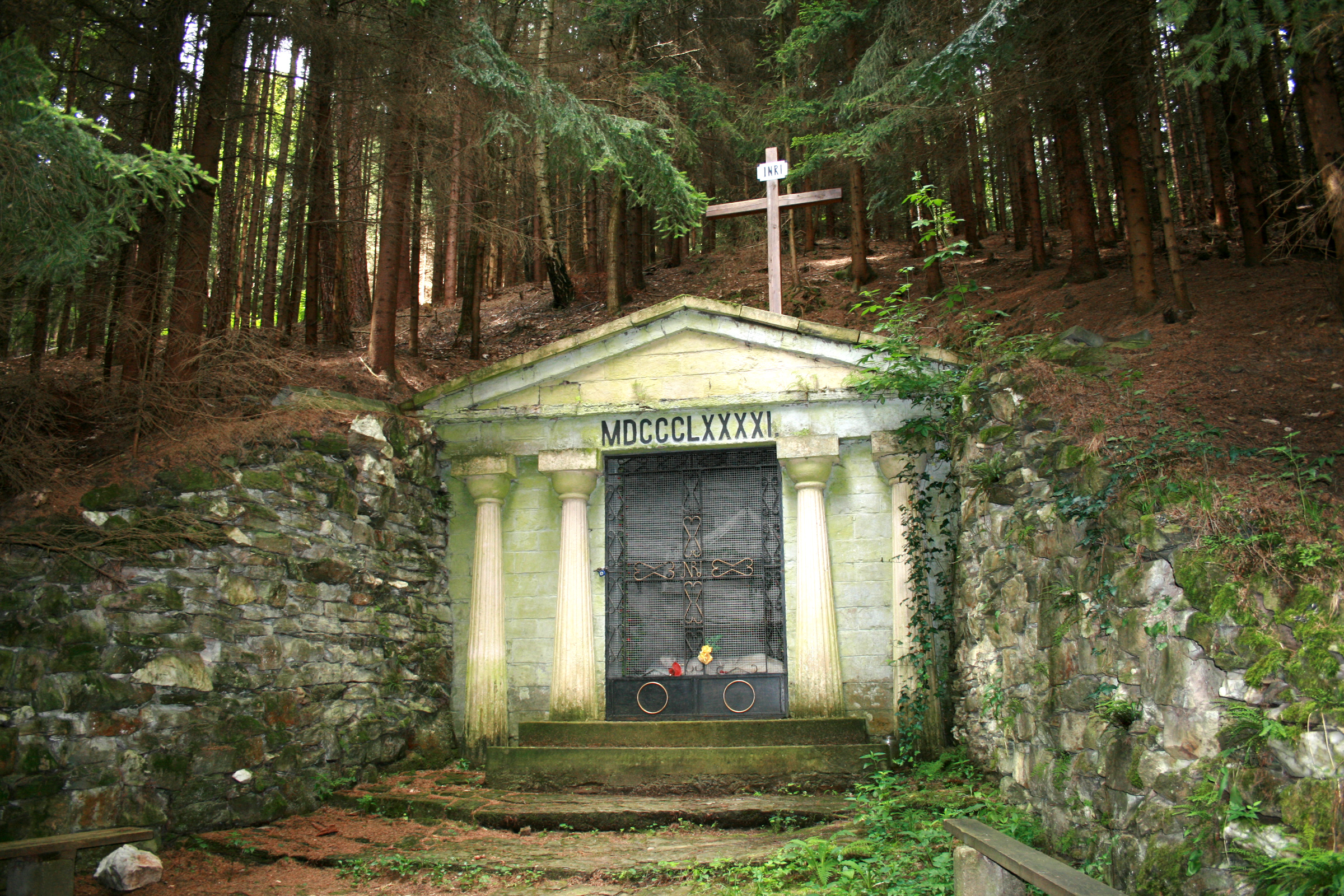
Kaple Božího hrobu
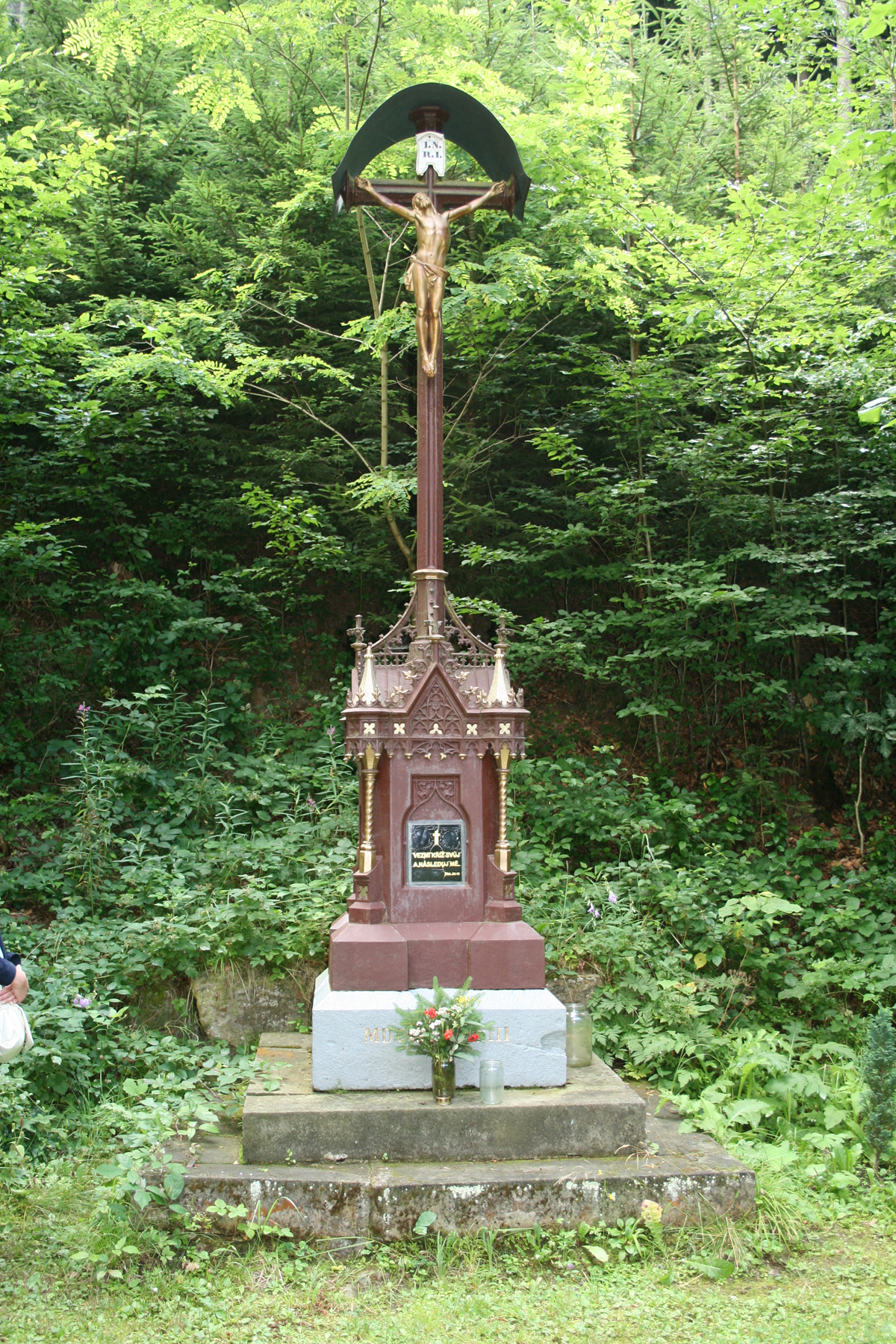
Kříž u studánky